# Tracey Thorn
Tracey Thorn, née le 26 septembre 1962 à Brookmans Park (Hertfordshire), est une autrice-compositrice-interprète britannique. Elle est principalement connue pour son groupe Everything but the Girl en duo avec Ben Watt, son mari, et sa prestation sur l'album Protection de Massive Attack.
Elle est également l'auteur de plusieurs livres autobiographiques et tient une colonne dans le New Statesman.

## Biographie

### Origines et famille
Tracey Thorn naît le 26 septembre 1962 à Brookmans Park, village de la localité de Hatfield dans l'Hertfordshire, en Angleterre. Elle est la benjamine d'une fratrie de trois enfants. Leur père, qui sert au sein de la Royal Air Force, est comptable ; leur mère est secrétaire.
Elle est mariée depuis 2008 à Ben Watt, avec qui elle a trois enfants, dont des jumeaux.

### Études et parcours artistique
Elle étudie l'anglais à l'université de Hull, où elle obtient une licence en 1984. En 1981, elle y rencontre Ben Watt, qui avait signé auprès de Cherry Red Records, tout comme elle. Elle commence sa carrière musicale en tant que membre de Marine Girls et publie un mini-album solo, A Distant Shore (en), en 1982 et forme la même année le groupe Everything but the Girl avec Ben Watt.
Tracey Thorn a collaboré avec Massive Attack sur plusieurs projets, dont la bande-son du film Batman Forever avec le titre The Hunter Gets Captured By The Game[réf. souhaitée]. Sa première contribution auprès de Massive Attack est celle pour l'album Protection. Elle chante sur le titre du même nom et sur Better Things[réf. souhaitée].
Thorn a prêté sa voix pour The Style Council, The Go-Betweens, Working Week, Lloyd Cole et en 2005, pour le groupe allemand Tiefschwarz sur son album Eat Books (en)[réf. souhaitée]. La chanson Damage fut le premier enregistrement de Thorn depuis 2002[réf. souhaitée].
Au début 2006, elle écrit des paroles et fait des enregistrements vocaux pour un album de Justin Martin[réf. souhaitée].
En 2007, elle publie l'album Out of the Woods (en), où elle cite Siouxsie Sioux et Terry Hall sur la chanson Hands Up To The Ceiling[réf. souhaitée].
Après quelques années de recul[réf. souhaitée], elle sort son troisième opus solo en 2010, Love and Its Opposite (en) dans lequel elle s'interroge sur les relations de couple[réf. souhaitée]. Mojo la compare dans sa chronique à une autre chanteuse anglaise, Dusty Springfield.

### Activités littéraires
Elle est l'auteur de plusieurs livres autobiographiques et tient une colonne dans le mensuel New Statesman.

## Discographie

### EPset singles
- 1982 : Plain Sailing ; Goodbye Joe
- 1994 : Protection, avec Massive Attack
- 2006 : Damage, avec Tiefschwarz
- 2007 : It's All True ; Raise the Roof
- 2010 : Oh, the Divorces ! ; Without Me, avec Tevo Howard
- 2011 : You Are a Lover

## Publications
- (en) Bedsit Disco Queen (en) : How I grew up and tried to be a pop star (autobiographie), Londres, Virago Press, 6 mai 2014, 320 p. (ISBN 978-1844088683)[14]
- (en) Naked at the Albert Hall : The Inside Story of Singing, Londres, Virago Press, 3 mars 2016, 256 p. (ISBN 978-0349005249)[15]
- (en) Another Planet : A Teenager in Suburbia, Édimbourg, Canongate Books (en), 6 février 2020, 224 p. (ISBN 978-1786892584)
- (en) My Rock 'n' Roll Friend, Édimbourg, Canongate Books (en), 1er avril 2021, 256 p. (ISBN 978-1786898227)[16]